# Temporada 2022 de Fórmula Vee México
La temporada 2022 de Fórmula Vee México fue la 52° edición de dicho campeonato. Comenzó el 5 de marzo en Guadalajara y finalizó el 17 de diciembre en la Ciudad de México.
El mexicano Enrique Dueñas fue el ganador del Campeonato de Pilotos.

## Equipos y pilotos
Los pilotos para la temporada 2022 fueron los siguientes:
| N.º     | Piloto               |
| ------- | -------------------- |
| 1       | Cesar Ríos           |
| 2       | Armando Guerra       |
| 3       | Fernando Arias       |
| 4       | Diego Díaz           |
| 5       | Carlos Alfaro        |
| 5       | Aldo Fregoso         |
| 6       | Luis Pérez           |
| 7       | Adrián Ramírez       |
| 8       | Christopher Ochoa    |
| 9       | Enrique Dueñas       |
| 10      | Victor Villa Jr.     |
| 11      | Karol Joseph         |
| 12      | Claudio Jiménez      |
| 13      | Fausto Zamora        |
| 16      | German De La Torre   |
| 18      | Rubén De La Torre    |
| 22      | Ricardo López        |
| 27      | Ivan Tostado         |
| 30      | Felipe González      |
| 33      | Eduardo González     |
| 37      | Sergio Andrade       |
| 43      | Rodolfo Ibarra       |
| 44      | Gustavo Arriaga      |
| 44      | Alejandro Ibarra     |
| 46      | Humberto Adame       |
| 48      | Andrés Salas         |
| 52      | Elmer Jiménez        |
| 57      | Gerardo Garza        |
| 65      | Gerardo Diaz         |
| 68      | Leonardo Dueñas      |
| 69      | Jonatan Puente       |
| 71      | Federico López       |
| 77      | Miguel Arriaga       |
| 88      | Daniel Benavente     |
| 91      | Oscar Andrade        |
| 94      | Enrique Reyna        |
| 99      | Luis Alberto Montiel |
| 99      | Emeric Ploquin       |
|         | Alejandro Rotuno     |
| Fuente: |                      |

## Calendario
El calendario consistió de las siguientes 7 rondas:
| Ronda | Circuito                                       | Fecha               |
| ----- | ---------------------------------------------- | ------------------- |
| 1     | Autódromo Guadalajara, Guadalajara             | 5-6 de marzo        |
| 2     | Autódromo Guadalajara, Guadalajara             | 26-27 de marzo      |
| 3     | Autódromo Guadalajara, Guadalajara             | 28-29 de agosto     |
| 4     | Autódromo Guadalajara, Guadalajara             | 6-7 de agosto       |
| 5     | Autódromo Guadalajara, Guadalajara             | 17-18 de septiembre |
| 6     | Autódromo Guadalajara, Guadalajara             | 5-6 de octubre      |
| 7     | Autódromo Hermanos Rodríguez, Ciudad de México | 16-17 de diciembre  |

## Campeonato de Pilotos
El campeonato de pilotos quedó así:
1. Enrique Dueñas – 67
2. Miguel Arriaga – 59
3. Christopher Ochoa – 32
4. Luis Montiel – 30
5. German de la Torre – 27
6. Víctor Villa – 23
7. Leonardo Dueñas – 16
8. Beto Adame – 13
9. Gerardo Diaz – 11
10. Ruben de la Torre – 10
11. Lalo Gonzales – 4
12. Aldo Fregoso – 4